# 東ハノーファー大管区

東ハノーファー大管区
Gau Ost-Hannover (ドイツ語)

国の標語: Ein Volk, ein Reich, ein Führer（ドイツ語）
一つの民族、一つの国家、一人の総統国歌: Das Lied der Deutschen（ドイツ語）
世界に冠たるドイツ
党歌: Die Fahne hoch（ドイツ語）
旗を高く掲げよ

ナチス・ドイツの地図

【大管区登録番号】 第24番

東ハノーファー大管区（ドイツ語: Gau Ost-Hannover）は、国民社会主義ドイツ労働者党（ナチ党）の設置した大管区の一つである。

## 概要
東ハノーファー大管区は、1928年10月1日の地域再編の過程で設置された。1925年2月27日から1928年10月1日迄は、リューネブルク＝シュターデ大管区（Gau Lüneburg-Stade) と名付けられていた。大管区指導者は党幹部のベルンハルト・ルストが指名された。再編後、大管区は東ハノーファーの選挙区と一致する様になった。当地域はエルベ川とヴェーザー川、ミッテルラント運河、プロイセン自由州のハノーファー県の東の国境に接していた。大管区本部は当初、ノルトハイデのブッフホルツ、次にハルブルクにあり、1937年からはリューネブルクに設置された。
大管区の設置はハノーファー州の上級知事によって反対され、1941年迄、突撃隊（SA）指導者ヴィクトール・ルッツェ、後に南ハノーファー・ブラウンシュヴァイク大管区指導者となるハルトマン・ラウターバッハは、指導問題を巡って対立した。大管区には、クルト・マターイの下、リューネブルクとシュターデの地域が含まれていた。
ルストの後任である大管区指導者のオットー・テルショウは自らの個人崇拝を強め、大都市の影響に対して農村の姿を民族主義の体現として主張した。彼はまた、リューネブルクをニーダーザクセン大管区の主要都市として大規模な開発計画を進めたが、あまり成功せず、建築家のアルベルト・シュペーアに相談していた。

## 備考

### 大管区指導者
大管区指導者
- ベルンハルト・ルスト（1925年3月22日 - 1928年9月30日）
- オットー・テルショウ（1928-45年）

副大管区指導者
- ゲオルク・ヴァイデンヘーファー（ドイツ語版）（1930-33年）
- オットー・ガケンホルツ（ドイツ語版）（1933年11月-1936年10月）
- ハインリヒ・ペパー（ドイツ語版）（1936年10月-1944年9月）
- クリスティアン・オプデンホフ（ドイツ語版）（1944年9月-1945年5月）

### 人事
大管区監督官
- アドルフ・ハインケ（ドイツ語版）

大管区経済顧問
- ルドルフ・リューレ

大管区訓練指導者
- アルベルト・ロデゲルツ（ドイツ語版）（1941年-）
- ハインリヒ・シュナイダー（1944年-）

### 組織
- 大管区本部 － リューネブルク
- 大管区指導者学校 － シュタインベック（ドイツ語版）『ヘルマン・ゲーリング館』

### 構成管区
- ブレーマーフェルデ
- ブルクドルフ（英語版）
- ツェレ
- ダンネンベルク（英語版）
- エルベ河口（クックスハーフェン）
- ファリングボステル（英語版）
- ギーフホルン（英語版）
- ハールブルク（英語版）方面
- ハールブルク市
- ハーデルン（英語版）
- リューネブルク
- オースターホルツ
- ローテンブルク
- ゾルタウ
- シュターデ
- ユルツェン（英語版）
- フェルデン郡
- ブレーマーハーフェン